# ایزو سوگاوا
ایزو سوگاوا (انگلیسی: Eizō Sugawa; ۸ سپتامبر ۱۹۳۰ – ۲ اکتبر ۱۹۹۸) کارگردان فیلم، و فیلم‌نامه‌نویس اهل ژاپن بود.